# Добрін (комуна)
Добрін (рум. Dobrin) — комуна у повіті Селаж в Румунії. До складу комуни входять такі села (дані про населення за 2002 рік):
- Вервегіу (471 особа)
- Делень (94 особи)
- Доба (619 осіб)
- Добрін (313 осіб) — адміністративний центр комуни
- Наймон (92 особи)
- Синкраю-Сілванієй (173 особи)

Комуна розташована на відстані 391 км на північний захід від Бухареста, 13 км на північний схід від Залеу, 67 км на північний захід від Клуж-Напоки.

## Населення
За даними перепису населення 2002 року у комуні проживали 1762 особи.
Національний склад населення комуни:
| Національність | Кількість осіб | Відсоток |
| -------------- | -------------- | -------- |
| угорці         | 1320           | 74,9%    |
| румуни         | 386            | 21,9%    |
| цигани         | 56             | 3,2%     |

Рідною мовою назвали:
| Мова      | Кількість осіб | Відсоток |
| --------- | -------------- | -------- |
| угорська  | 1348           | 76,5%    |
| румунська | 400            | 22,7%    |
| циганська | 14             | 0,8%     |

Склад населення комуни за віросповіданням:
| Релігія        | Кількість осіб | Відсоток |
| -------------- | -------------- | -------- |
| реформати      | 1190           | 67,5%    |
| православні    | 355            | 20,1%    |
| баптисти       | 90             | 5,1%     |
| адвентисти     | 36             | 2,0%     |
| п'ятдесятники  | 30             | 1,7%     |
| римо-католики  | 29             | 1,6%     |
| греко-католики | 6              | 0,3%     |
| унітарії       | 1              | 0,1%     |